# Gunbarrel Highway

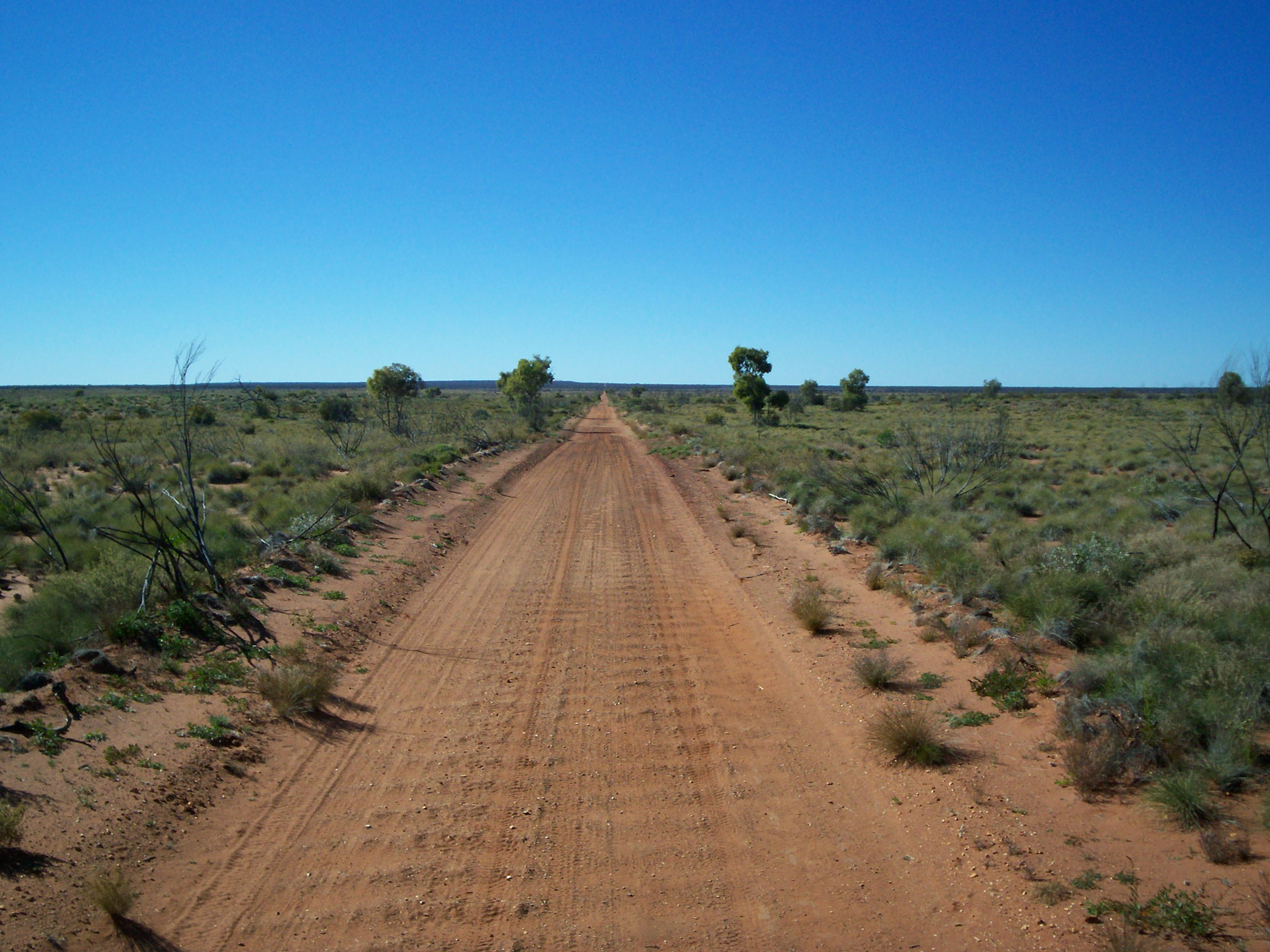
Gunbarrel Highway, som synes är vägen inte asfalterad

Gunbarrel Highway är en numera övergiven vägsträcka i Australien som löper mellan Wiluna i Western Australia och Yulara i Northern Territory rätt genom Australiens vildmark. Vägen färdigställdes 1958 under ledning av Len Beadell. Bygget skedde i samband med missilprojektet Woomera. Den totala längden är ca 140 mil med bara ett fåtal möjligheter att tanka. Vägens namn kommer sig av att vägen har många extremt långa raksträckor som kan få en att tänka på en gevärspipa.